# Божеє Царство всередині вас
Божеє Царство всередині вас є висловом Ісуса на есхатологічне запитання про Царство Боже, міститься в Євангелії від Луки, розділ 17, вірші 20-21.

## Переклад Біблії
|                 | 20 А як фарисеї спитали Його, коли Царство Божеє прийде, то Він їм відповів і сказав: Царство Боже не прийде помітно, 21 і не скажуть: Ось тут, або: Там. Бо Божеє Царство всередині вас! |
| — Луки 17:20-21 | |

## Використання

#### Лев Толстой
Лев Толстой написав філософське есе під назвою «Царство Небесне всередині вас» (1890—1893) із заголовком Луки 17:21, який пропагував концепцію ненасильницького опору.

#### Чарлі Чаплін
Чарлі Чаплін цитував Луки 17:21 у фінальній промові Аденоїда Гінкеля у фільмі «Великий диктатор» (1940).